# West Indies Cricket Team in England in der Saison 2020
Die Tour des West Indies Cricket Teams nach England in der Saison 2020 fand vom 8. bis zum 28. Juli 2020 statt. Die internationale Cricket-Tour war Bestandteil der Internationalen Cricket-Saison 2020 und umfasste drei Tests. Die Tests waren Teil der ICC World Test Championship 2019–2021. England gewann die Serie 2–1.

## Vorgeschichte
Für beide Mannschaften war es die erste Tour der Saison.
Das letzte Aufeinandertreffen der beiden Mannschaften bei einer Tour fand in der Saison 2018/19 in den West Indies statt.
Ursprünglich war die Tour im Juni 2020 geplant, wurde aber am 24. April 2020 auf Grund der COVID-19-Pandemie verschoben. Am 2. Juni wurden die Pläne vorgestellt, wie trotz der Pandemie-Bedingungen im Vereinigten Königreich die Tour stattfinden soll. Unter anderem wurden als Austragungsort solche Stadien vorgestellt, die ein Hotel beinhalteten und Biosicherheit gewährleisten können, um eine Quarantänesituation während der Tour sicherzustellen. Die Spieler der West Indies reisten am 9. Juni an und wurden für eine dreiwöchige Quarantäne und Trainingseinheiten in Manchester im Old Trafford Cricket Ground untergebracht. Die Spiele werden ohne Zuschauer ausgetragen.
Es war das letzte Mal, dass die Test-Serie um die sogenannte Wisden-Trophy ausgetragen wird. Die seit der Tour 1963 vergebene Trophäe wird in zukünftigen Begegnungen zwischen den West Indies und England durch die Richards-Botham Trophy ersetzt.

## Stadien
Die folgenden Stadien wurden für die Tour als Austragungsort vorgesehen und am 2. Juni 2020 bekanntgegeben.
| Stadion                     | Stadt       | Kapazität | Spiele       |
| --------------------------- | ----------- | --------- | ------------ |
| Old Trafford Cricket Ground | Manchester  | 19.000    | 2. & 3. Test |
| Ageas Bowl                  | Southampton | 6.500     | 1. Test      |

## Kaderlisten
England benannte am 29. Mai 2020 eine 55-köpfige Trainingsgruppe, die sich auf diese und die folgende Tour gegen Pakistan vorbereiten sollte. Am 17. Juni wurde diese Gruppe auf 30 Spieler reduziert. Am 4. Juli wurde nach dem vorbereitenden Tour Match der 13-köpfige Kader inklusive neun Reservisten festgelegt.
Die West Indies benannten ihren Kader am 3. Juni 2020.
| Test | Test |
| England | West Indies |
| --- | --- |
| - Joe Root (K) - Ben Stokes (VK) - James Anderson - Jofra Archer - Dom Bess - Stuart Broad - Rory Burns - Jos Buttler (wk) - Zak Crawley - Sam Curran - Joe Denly - Ollie Pope - Ollie Robinson - Dom Sibley - Chris Woakes - Mark Wood | - Jason Holder (K) - Kraigg Brathwaite (VK) - Jermaine Blackwood - Nkrumah Bonner - Shamarh Brooks - John Campbell - Roston Chase - Rahkeem Cornwall - Shane Dowrich (wk) - Shannon Gabriel - Chemar Holder - Shai Hope - Alzarri Joseph - Raymon Reifer - Kemar Roach |

## Tour Matches
Die üblichen Tour Matches gegen heimische County-Teams wurden abgesagt und durch interne Team-Duelle in ihren jeweiligen Trainingslagern ersetzt.
| 23. – 25. Juni Scorecard | Manchester | Brathwaite XI 275 (79) & 231-4d (51) | – | Holder XI 193 (51.1) & 149-3 (44) |
|                          |            | Remis                                |   |                                   |

| 29. Juni – 2. Juli Scorecard | Manchester | Holder XI 272 (76.5) & 171-4 (51) | – | Brathwaite XI 178 (34) |
|                              |            | Remis                             |   |                        |

| 1. – 3. Juli Scorecard | Southampton | Team Buttler 287-5d (90) & 200-6d (41.4) | – | Team Stokes 233 (87.5) & 157-4 (30.2) |
|                        |             | Remis                                    |   |                                       |

## Tests

### Erster Test in Southampton
| 8. – 12. Juli Scorecard | Southampton | England 204 (67.3) & 313 (111.2)  | – | West Indies 318 (102) & 200-6 (64.2) |
|                         |             | West Indies gewinnt mit 4 wickets |   |                                      |

Der Münzwurf wurde durch England gewonnen, die sich entschieden am Schlag zu beginnen. Erstmals war Ben Stokes Kapitän des englischen Teams, da der reguläre Mannschaftsführer Joe Root aus privaten Gründen ausfiel. Am ersten Tag gab es zunächst mehrere Stunden Regen, so dass nur 17,1 Over möglich waren und England beim Stand von 35/1 den ersten Tag beschloss. Am zweiten Tag konnten die beiden west-indischen Bowler Jason Holder mit 6 Wickets für 42 Runs und Shannon Gabriel mit 4 Wickets für 62 Runs das englische Team auf 204 Runs begrenzen. Lediglich das Partnership von Ben Stokes (43 Runs) und Jos Buttler (35 Runs) erzielte für die Engländer mit 67 Runs mehr als 50 Runs. In der Antwort der West Indies gelang es den Engländern zunächst keinen schnellen Durchbruch zu erzielen als der Tag auf Grund schlechter Lichtverhältnisse 26.3 Over vorzeitig bei einem Stand von 57/1 (19,3) für die West Indies beendet wurde. Am dritten Tag gelang es den West Indies, die englische Mannschaft zu dominieren. Kraigg Brathwaite (65 Runs) und Shane Dowrich (61 Runs) erreichten jeweils ein Fifty und am Ende des Innings hatten die West Indies 314 Runs erzielt. Auf englischer Seite gelangen Kapitän Ben Stokes mit 4 Wickets für 49 Runs das beste Bowlingergebnis. Der Tag endete beim Stand von 15/0 während der englischen Antwort. Am vierten Tag konnte die englische Mannschaft sich zunächst in eine gute Position manövrieren. Eröffnungs-Batsman Zak Crawley (76 Runs) und Dom Sibley (50 Runs) erzielten ein Fifty, aber auch Ben Stokes (46 Runs) und Rory Burns (42 Runs) schafften es England eine gute Grundlage zu verschaffen. Dies änderte sich als im 89. und 90. Over Stokes und Crawley ausschieden. Die West Indies gelang es mit ihren Fast-Bowlern das Spiel wieder zu ihren Gunsten zu drehen und setzten den zweiten Teil der Batting-Order unter Druck. Der Stand am Ende des Tages war 284/8 im englischen Innings. Am fünften und letzten Tag war es zunächst Jofra Archer der noch 23 Runs zu den dann 313 Runs der Engländer hinzufügte. Bester west-indischer Bowler war Shannon Gabriel, der 5 Wickets für 75 Runs erzielte. Das letzte Innings der West Indies begann mit dem frühen Ausscheiden des Eröffnungs-Batsman Kraigg Brathwaite und dem vorerst verletzt ausscheidenden John Campbell. Auch Shamrah Brooks und Shai Hope waren beim Stand von 27/3 ausgeschieden. Es war Jermaine Blackwood an sechster Stelle der Batting Order der dann mit insgesamt 95 Runs die West Indies dem Sieg nahe brachte. Als dieser ausschied, kam der zuvor verletzte Campbell wieder aufs Feld, dem dann die entscheidenden Runs gelangen. Bester Bowler der Engländer war Jofra Archer mit 3 Wickets für 17 Runs. Als Player of the Match wurde Shannon Gabriel gewählt.

### Zweiter Test in Manchester
| 16. – 20. Juli Scorecard | Manchester | England 469-9d (162) & 129-3d (19) | – | West Indies 287 (99) & 198 (70.1) |
|                          |            | England gewinnt mit 113 Runs       |   |                                   |

Die West Indies gewannen den Münzwurf und entschieden sich als Feldmannschaft zu beginnen. Vor dem Spiel wurde bekannt, dass Jofra Archer nicht eingesetzt werden durfte, da er während der Anreise aus Southampton die Quarantäne-Regeln verletzt hatte. Das Spiel begann auf Grund der Sichtbedingungen mit 90 Minuten Verspätung. England spielte zunächst verhalten und verlor im 13. Over Rory Burns und Zak Crawley innerhalb von zwei Bällen. Als Kapitän Joe Root im 31. Over durch einen Ball von Alzarri Joseph entfernt wurde bei einem Stand von 81/3, kam Ben Stokes auf das Feld. Ihm gelang es zusammen mit Dom Sibley bis zum Abend ein 126-Run Partnership aufzubauen und so den Tag für England mit 207/3 nach 82 Overn zu beenden. Am zweiten Tag spielten die beiden weiter in einem sehr ruhigen Tempo und konnten bis zum Fall von Sibley nach 120 Runs ein Partnership von 260 Runs erzielen. Stokes setzte sein Spiel fort und konnte letztendlich 176 Runs erzielen. Am Abend beendete England sein Innings beim Stand von 469/9 und waren in der Kontrolle. Bester west-indischer Bowler war Roston Chase mit 5 Wickets für 172 Runs. Die Antwort der West Indies beendete den zweiten Tag mit 32/1, wobei nach dem Ausscheiden von John Campbell der Bowler Joseph als Nightwatchman eingesetzt wurde. Der dritte Tag endete mit einem wash out, als der Regen kein Spiel der beiden Mannschaften erlaubte. Am vierten Tag konnte zunächst Kraigg Brathwaite mit 75 Runs ein Half-Century erzielen. Er wurde gefolgt durch Shamarh Brooks (68 Runs) und Roston Chase (51 Runs), denen dies ebenfalls gelang. Jedoch erhielt letzterer durch die Lower Order keine Unterstützung mehr, da die letzten fünf Spieler der West Indies nur sieben Runs erzielen konnten. So endete das Innings nach 99 Overn mit 287 Runs, was den West Indies reichte, um das Follow-On zu vermeiden. Beste englische Bowler waren Stuart Broad (3 Wickets für 66 Runs) und Chris Woakes (3 Wickets für 42 Runs). In der englischen Antwort versuchte England schnell eine hohe Runzahl zu erzielen. Jedoch gelang Kemar Roach zwei frühe Wickets. Der Tag endete beim Stand von 37/2 nach 8 Overn. Am letzten Tag konnte Ben Stokes mit 78 Runs ein Fifty erzielen und England deklarierte nach einer Stunde beim Stand von 129/3 mit einem Vorsprung von 312 Runs. Die West Indies mussten schnelle Wickets erleiden und so stand es zum Mittagessen schon 25/3. Danach keimte noch einmal Hoffnung auf, als Brooks (62 Runs) und Jermaine Blackwood (55 Runs) innerhalb ihrer Fifties ein 100 Run Partnership erspielten. Andere Spieler der West Indies konnten das Spiel nicht über die Zeit retten und so fiel das letzte Wicket nach 70.1 Overn mit 198 Runs für die West Indies und damit einer Niederlage von 113 Runs gegen die Engländer. Bester Bowler der Engländer war Broad, der 3 Wickets für 42 Runs erzielte. Als Player of the Match wurde Ben Stokes gewählt.

### Dritter Test in Manchester
| 24. – 28. Juli Scorecard | Manchester | England 369 (111.5) & 226-2d (58) | – | West Indies 197 (65) & 129 (37.1) |
|                          |            | England gewinnt mit 269 Runs      |   |                                   |

Die Ausgangslage des abschließenden dritten Tests war, dass ein Remis den West Indies zum Gewinn der Wisden-Trophy reichen würde, während England einen Sieg benötigte. Die West Indies gewannen den Münzwurf und entschieden sich als Feldmannschaft zu beginnen. England begann mit Rory Burns der mit 57 Runs ein Fifty erzielte. Als er beim Stand von 122/4 sein Wicket verlor, waren es Jos Butler und Ollie Pope, die mit einer Partnership von 136 Runs den Abend beschlossen und so bei einem Stand von 258/4 England eine gute Ausgangsposition verschafften. Dies änderte sich zu Beginn des zweiten Tages, als in kurzer Abfolge Pope (91 Runs) und Butler (67 Runs) ihr Wicket verloren und die West Indies 4 Wickets für nur 18 Runs erzielten. Daraufhin war es Stuart Broad, der 62 Runs in 45 Bällen, der England zu einem 369 nach 11,5 Overn führte. Bester Bowler der West Indies war Kemar Roach, der vier Wickets für 72 Runs erzielte. Die West Indies hatten einen schwierigen Start in ihrem Innings. Kraigg Brathwaite verlor im zweiten Over sein Innings und auch seine Mitspieler hatten gegen die vier Fast Bowler Anderson, Archer, Broad und Woakes einen schweren Stand. So verloren die West Indies weiter Wickets und beendeten den Tag, der auf Grund schlechter Lichtverhältnisse vorzeitig beendet wurde, beim Stand von 137/6. Am dritten Tag benötigten die West Indies 33 Runs, um das Follow-On zu verhindern. Acher und Woakes eröffneten das Bowling, konnten aber vor allem Jason Holder nicht daran hindern dieses zu verhindern. Es war Stuart Broad, der, nachdem er mit Anderson das Bowling übernahm, Holder bei 46 Runs mit leg-before-Wicket ausscheiden ließ und auch die verbliebenen Wickets erzielte. Insgesamt konnte er 6 Wickets für 31 Runs erzielen und die West Indies lagen beim Innings-Wechsel mit 172 Runs im Rückstand. Die Antwort der Engländer startete mit Rory Burns und Dom Sibley, die zusammen ein Eröffnungspartnership von 114 Runs erzielten. Als Sibley mit 56 Runs ausschied, setzte Burns das Spiel zusammen mit dem Kapitän Joe Root fort. Zusammen erzielten sie 112 Runs in 6,5 Overn. Als Burns mit 90 Runs ausschied, erklärte Root, der selbst bei 68 Runs stand, die Deklaration beim Stand von 226/2. Dies brachte wieder die West Indies an den Schlag, die in ihren 6 Overn am Abend noch 2 Wickets verloren. Der dritte Tag endete beim Stand von 10/2. Der vierte Tag konnte auf Grund von andauernden Regenfällen nicht bestritten werden.
Mit dem Wicket von Kraigg Brathwaite, dem ersten des fünften Tages, erzielte Stuart Broad als siebter Spieler überhaupt sein 500. Karriere-Test-Wicket. Im weiteren Verlauf schafften es die West Indies nicht einen Spieler sich am Schlag etablieren zu lassen. Bester Batsman war Shai Hope mit 31 Runs und so verloren die West Indies nach 129 Runs und 37.1 Overn ihr letztes Wicket. Verantwortlich dafür war vor allem Chris Woakes, der insgesamt 5 Wickets für 50 Runs erzielte. Unterstützung fand er mit Stuart Broad mit 4 Wickets für 36 Runs, der für seine Leistungen zum Man of the Match gewählt wurde.

## Statistiken
Die folgenden Cricketstatistiken wurden bei dieser Tour erzielt.
| Tests              | Tests       | Tests   | Tests   | Tests   | Tests   | Tests   | Tests   | Tests   |
| Batting            | Batting     | Batting | Batting | Batting | Batting | Batting | Batting | Batting |
| Spieler            | Mannschaft  | Spiele  | Innings | Runs    | Average | HS      | 100s    | 50s     |
| ------------------ | ----------- | ------- | ------- | ------- | ------- | ------- | ------- | ------- |
| Ben Stokes         | England     | 3       | 5       | 363     | 90,75   | 176     | 1       | 1       |
| Rory Burns         | England     | 3       | 5       | 234     | 46,80   | 90      | 0       | 2       |
| Dom Sibley         | England     | 3       | 5       | 226     | 45,20   | 120     | 1       | 2       |
| Jermaine Blackwood | West Indies | 3       | 6       | 211     | 35,16   | 95      | 0       | 2       |
| Shamarh Brooks     | West Indies | 3       | 6       | 195     | 32,50   | 68      | 0       | 2       |
| Bowling            |             |         |         |         |         |         |         |         |
| Spieler            | Mannschaft  | Spiele  | Overs   | Wickets | Average | BBI     | 5W      | 10W     |
| Stuart Broad       | England     | 2       | 60.1    | 16      | 10,93   | 6/31    | 1       | 1       |
| Chris Woakes       | England     | 2       | 66.0    | 11      | 16,63   | 5/50    | 1       | 0       |
| Shannon Gabriel    | West Indies | 3       | 98.1    | 11      | 32,27   | 5/75    | 1       | 0       |
| Jason Holder       | West Indies | 3       | 111.5   | 10      | 30,10   | 6/42    | 1       | 0       |
| Roston Chase       | West Indies | 3       | 94.0    | 10      | 34,00   | 5/172   | 1       | 0       |

## Auszeichnungen

### Player of the Series
Als Player of the Series wurden der folgende Spieler ausgezeichnet.
| Serie | Player of the Series        |
| ----- | --------------------------- |
| Test  | Stuart Broad & Roston Chase |

### Player of the Match
Als Player of the Match wurden die folgenden Spieler ausgezeichnet.
| Spiel   | Player of the Match |
| ------- | ------------------- |
| 1. Test | Shannon Gabriel     |
| 2. Test | Ben Stokes          |
| 3. Test | Stuart Broad        |